# Espécie reativa de nitrogênio
Espécies reativas de nitrogênio (RNS, reactive nitrogen species) são uma família de moléculas antimicrobiais derivadas do óxido nítrico (·NO) e superóxido (O2·−) produzidas através da atividade enzimática da óxido nítrico sintase 2 (NOS2) e NADPH oxidase respectivamente. NOS2 é expressa primariamente em macrófagos após indução por citocinas e produtos microbiais, notavelmente interferon-gama (IFN-γ) e lipopolissacarídeo (LPS).
Espécies reativas de nitrogênio atuam junto com espécies reativas de oxigênio (ROS) danificando célula, causando estresse nitrosativo. Por conseguinte, estas duas espécies são frequentemente referidas coletivamente como ROS/RNS.
As espécies reativas de nitrogênio também são produzidas continuamente em plantas como subprodutos do metabolismo aeróbio ou em resposta ao estresse.